# Recharged
| Recensione                   | Giudizio |
| ---------------------------- | -------- |
| AllMusic                     |          |
| International Business Times |          |
| Kill Your Stereo             |          |
| NME                          |          |
| Renowned for Sound           |          |

Recharged è il secondo album di remix del gruppo musicale statunitense Linkin Park, pubblicato il 29 ottobre 2013 dalla Warner Bros. Records.

## Antefatti
In seguito alla pubblicazione del videogioco per Facebook LP Recharge, il 12 settembre Mike Shinoda ha annunciato il titolo e la data di pubblicazione di Recharged, da lui descritto come un album contenente reinterpretazioni dei brani contenuti nel quinto album in studio Living Things (2012).

Il giorno successivo Shinoda ha rivelato anche la copertina e la lista tracce dell'album, la quale contiene gran parte dei remix pubblicati in precedenza nel 2012 come contenuti esclusivi a coloro che avevano preordinato Living Things dal sito ufficiale del gruppo, come il remix di Until It Breaks ad opera di Datsik e quello di Powerless ad opera di Enferno. Riguardo al disco, Shinoda ha commentato:
Chester Bennington ha invece affermato che non vede quest'album come dei semplici remix, ma come una continuazione logica sperimentale di quel territorio musicale di ricerca iniziato con A Thousand Suns e proseguito con Living Things.

## Promozione
Ancor prima dell'annuncio dell'album, il 10 agosto 2013 Bennington e Shinoda sono apparsi a sorpresa durante il DJ set del disc jockey statunitense Steve Aoki tenuto a Tokyo in occasione del Summer Sonic Festival, eseguendo insieme l'inedito A Light That Never Comes. Sebbene Shinoda abbia inizialmente dichiarato che non sarebbe stato disponibile su iTunes, il 12 settembre il brano è stato reso disponibile per l'ascolto, venendo pubblicato come singolo quattro giorni più tardi insieme al relativo lyric video.
Il 18 ottobre il gruppo ha pubblicato in anteprima il remix di Lies Greed Misery realizzato dai Dirtyphonics, mentre tre giorni più tardi è stato pubblicato anche il remix di I'll Be Gone realizzato da DJ Vice, il quale ha visto la partecipazione di Pusha T dei Clipse. Il 24 ottobre l'album è stato reso disponibile per lo streaming da parte di MTV.
Recharged è stato reso disponibile nei formati CD, LP e download digitale, oltre a un'edizione deluxe limitata e numerata a 500 copie, la quale racchiude due CD (Living Things e Recharged stesso), una scultura in 3D ispirata alla copertina di Living Things, un libro di 48 pagine e una penna magnetica atta a personalizzare la scultura in tridimensionale interagendo con il liquido presente in essa.

## Tracce
Testi e musiche dei Linkin Park (eccetto A Light That Never Comes, composta anche da Steve Aoki).
1. A Light That Never Comes (Linkin Park x Steve Aoki) – 3:48
2. Castle of Glass (M. Shinoda) – 6:20
3. Lost in the Echo (KillSonik) – 5:09
4. Victimized (M. Shinoda) – 2:59
5. I'll Be Gone (Vice feat. Pusha T) – 4:00
6. Lies Greed Misery (Dirtyphonics) – 4:50
7. Roads Untraveled (Rad Omen feat. Bun B) – 5:28
8. Powerless (Enferno) – 6:07
9. Burn It Down (Tom Swoon) – 4:46
10. Until It Breaks (Datsik) – 6:00
11. Skin to Bone (Nick Catchdubs feat. Cody B. Ware and Ryu) – 3:54
12. I'll Be Gone (Schoolboy) – 6:11
13. Until It Breaks (Money Mark) – 4:29
14. A Light That Never Comes (Rick Rubin Reboot) – 4:40

Traccia bonus digitale (ottenibile solo con il preordine dell'album)
1. Burn It Down (Paul van Dyk Remix) – 8:00

## Formazione
Crediti originari tratti dal libretto di Living Things:
Gruppo
- Chester Bennington – voce
- Mike Shinoda – rapping, voce, chitarra, pianoforte, tastiera; strumenti ad arco e corno in Castle of Glass
- Brad Delson – chitarra, cori; chitarra acustica in Castle of Glass; voce aggiuntiva in Until It Breaks
- Phoenix – basso, cori
- Rob Bourdon – batteria, cori
- Joe Hahn – giradischi, campionatore, cori

Altri musicisti
- Owen Pallett – strumenti ad arco in I'll Be Gone

Produzione
- Rick Rubin – produzione
- Mike Shinoda – produzione, ingegneria del suono
- Ethan Mates – ingegneria del suono
- Brad Delson – produzione aggiuntiva
- Jerry Johnson – tecnico alla batteria
- Ryan DeMarti – coordinazione della produzione dell'album
- Manny Marroquin – missaggio
- Chris Galland – assistenza al missaggio
- Del Bowers – assistenza al missaggio
- Brian Gardner – mastering

## Classifiche
| Classifica (2013)         | Posizione massima |
| ------------------------- | ----------------- |
| Australia                 | 7                 |
| Austria                   | 9                 |
| Belgio (Fiandre)          | 28                |
| Belgio (Vallonia)         | 30                |
| Canada                    | 9                 |
| Danimarca                 | 34                |
| Finlandia                 | 38                |
| Francia                   | 19                |
| Germania                  | 4                 |
| Giappone                  | 13                |
| Irlanda                   | 41                |
| Italia                    | 16                |
| Nuova Zelanda             | 9                 |
| Paesi Bassi               | 34                |
| Portogallo                | 20                |
| Regno Unito               | 12                |
| Regno Unito (dance)       | 1                 |
| Spagna                    | 33                |
| Stati Uniti               | 10                |
| Stati Uniti (alternative) | 3                 |
| Stati Uniti (hard rock)   | 1                 |
| Stati Uniti (rock)        | 3                 |
| Svizzera                  | 6                 |
| Ungheria                  | 20                |

## Date di pubblicazione
| Paese       | Data             | Formati                      | Note   |
| ----------- | ---------------- | ---------------------------- | ------ |
| Europa      | 25 ottobre 2013  | CD                           | [ 29 ] |
| Mondo       | 29 ottobre 2013  | Download digitale, streaming | [ 30 ] |
| Stati Uniti | 29 ottobre 2013  | CD                           | [ 31 ] |
| Giappone    | 30 ottobre 2013  | CD                           | [ 32 ] |
| Europa      | 6 dicembre 2013  | LP                           | [ 29 ] |
| Stati Uniti | 10 dicembre 2013 | LP                           | [ 31 ] |
| Stati Uniti | 17 dicembre 2013 | 2 CD (box set)               | [ 31 ] |